# قضية نورا حسين

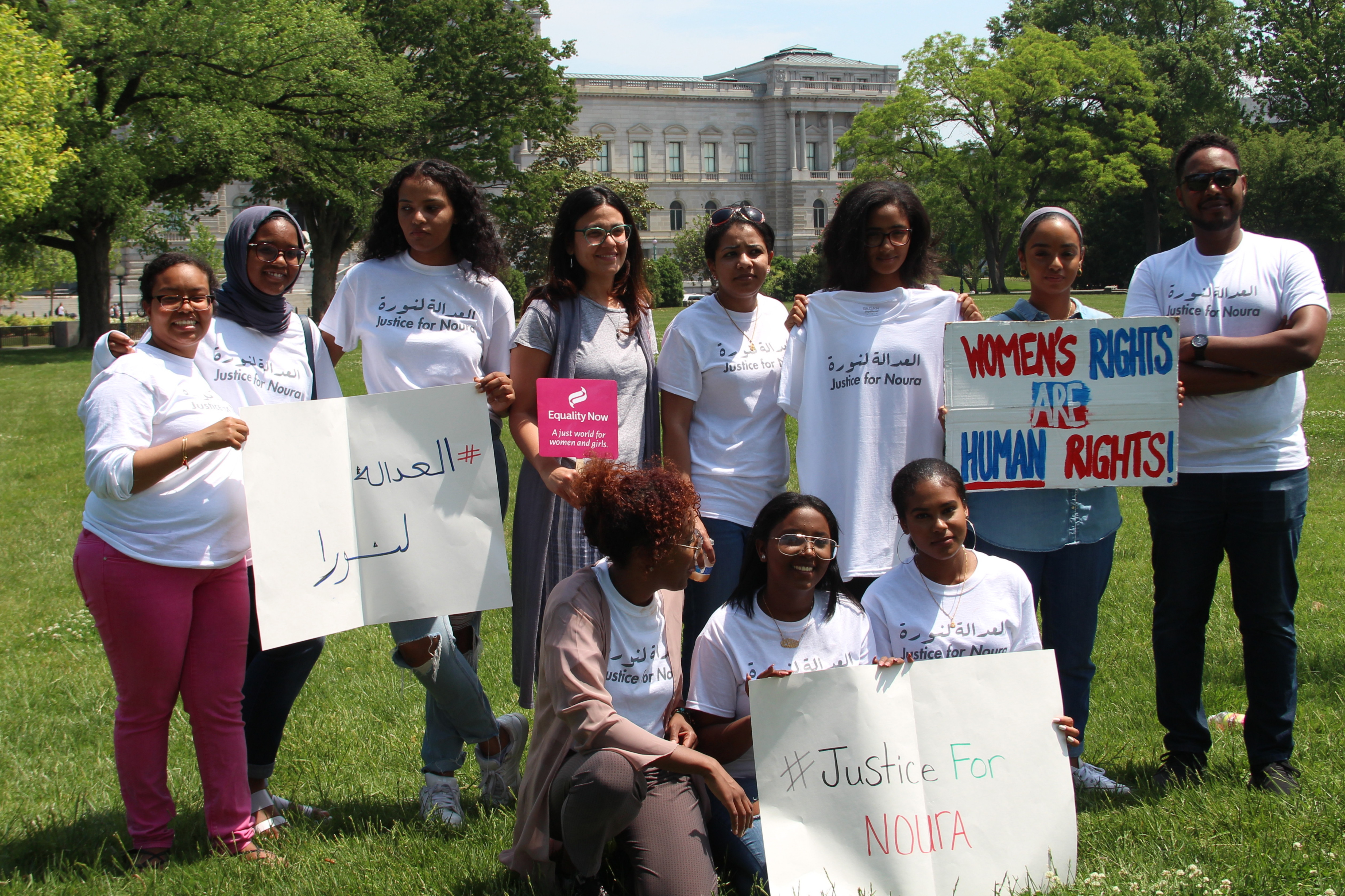
وقفة تضامنية لناشطين يطالبون بتحقيق العدالة لنورا بوشانطن العاصمة

نورا حسين أو نورة حسين حماد هي فتاة سودانية، كان عمرها 16 عاماً عندما أجبرها والدها على الزواج بالإكراه. هربت لبيت خالتها ومكثت عندها 3 سنوات فوعدها أبوها بالسعي للطلاق، إلا أنه بعد رجوعها سلمها لزوجها الذي استعان برجال من أقاربه ليمسكوا بها ليتمكن من اغتصابها في محاولة منه للحصول على حقوقه الشرعية وذلك في أيار (مايو) 2017. حكمًا بالإعدام بعد قتلها زوجها لإجباره لها على ممارسة الجنس. حاول الزوج اغتصابها مرة أخرى في اليوم التالي حيث تمكنت من الهروب إلى المطبخ وطعنه عدة طعنات بالسكين، ثم هربت إلى منزل عائلتها حيث قام والدها بتسليمها للشرطة. نظرأ لعدم اعتراف القانون السوداني بالاغتصاب الزوجي. أدانت محكمة أم درمان السودانية نورا بتهمة القتل العمد في نيسان (أبريل) 2018، واعتمدت في حكمها على قانون قديم لا يعترف بالاغتصاب الزوجي وما يترتب عليه قانونياً في الحق بالدفاع عن النفس من الاغتصاب في حين صدر الحكم رسميًا بإعدامها شنقًا بعدما رفضت عائلة زوجها القتيل عبد الرحمن حماد أخذ الدية.
نشر نشطاء وسائل التواصل الاجتماعي وسمي "#العدالة_لنورة_حسين" و JusticeForNoura#" ضمن حملة على تويتر تدعو إلى إنصافها.
دانت منظمة العفو الدولية حكم الإعدام الذي أصدرته محكمة سودانية. وقالت منظمة العفو «يجب على السلطات السودانية إلغاء هذا الحكم الظالم والتأكد من حصول نورا على الحق بمحاكمة جديدة وعادلة». وقال سيف ماغنغو نائب المدير الإقليمي لمنطقة شرق أفريقيا في القرن الأفريقي ومنطقة البحيرات العظمى: «كانت نورا حسين طوال حياتها ترغب في أن تصبح معلمة، لكن انتهى بها الأمر إلى إرغامها على الزواج من رجل أساء معاملتها، وقام باغتصابها وتعذيبها بوحشية. وها هي الآن يحكم عليها بالإعدام من قبل محكمة رفضت الاعتراف بوجود اغتصاب في إطار الزواج. فنورا حسين تعتبر ضحية، والحكم الذي صدر ضدها أمر بالغ القسوة لا يقبله عقل».
في أيار (مايو) 2018، وقّع حوالي 224,000 شخص عريضةً طالبوا فيها بالعدالة لنورا وإنصافها من حكم الإعدام الذي صدر بحقها، كون القتل كان بصفة الدفاع عن النفس.

## انظر ايضاً
- إشراقة مصطفى